# X Pixmap
X PixMap （XPM）是一种基于ASCII编码的图像格式，在X Window系统中的应用十分广泛。她最初由位于法国Sophia Antipolis的Bull研究中心的Daniel Dardailler和Colas Nahaboo发明，后来Arnaud Le Hors对其进行了改进。XPM文件经常用于创建图标位图文件，支持“transparent color”功能。XPM文件格式源自更早的X BitMap（XBM）。特点是文件格式简单，可以被任何文本编辑器创建和修改，另外通过#include指令可以将XPM格式的图形数据导入C语言源文件，这对程序员而言有时是十分方便的。

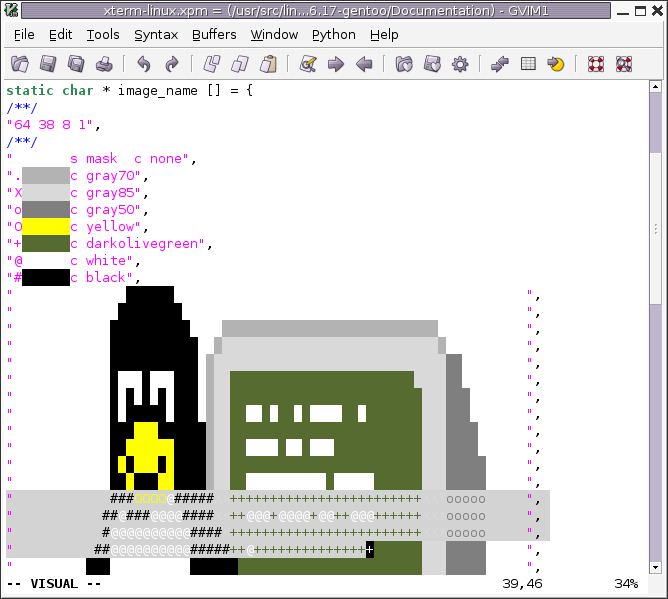
有些文本编辑器（例如gvim）能够按图形格式显示xpm图

## 外部連結
- X11 R6 rgb.txt 1.1 (1994), 1.2 (2005, excl. 96 aliases)
- XPM Manual and Format specification (pdf)
- The XPM Story (Daniel Dardailler)
- Mac OS X XPM apple event (example)
- X11 version 6.8.0 vulnerability 537878 （页面存档备份，存于）